# Associazione Calcio Femminile Milan 1998-1999
Questa voce raccoglie le informazioni riguardanti la Associazione Calcio Femminile Milan nelle competizioni ufficiali della stagione 1998-1999.

## Rosa
Rosa aggiornata alla fine della stagione.
| N. |                      | Ruolo | Calciatrice          |
| -- | -------------------- | ----- | -------------------- |
|    | Italia (bandiera)    | P     | Giorgia Brenzan      |
|    | Italia (bandiera)    | C     | Samantha Ceroni      |
|    | Italia (bandiera)    | D     | Sabrina Cortese      |
|    | Italia (bandiera)    | D     | Filomena De Vincenzo |
|    | Italia (bandiera)    | A     | Fortuna Illiano      |
|    | Italia (bandiera)    | C     | Stella La Capra      |
|    | Danimarca (bandiera) | D     | Bonny Madsen         |
|    | Italia (bandiera)    | C     | Debora Margutti      |
|    | Italia (bandiera)    | D     | Marianna Marini      |
|    | Italia (bandiera)    | C     | Katia Mattarel       |

| N. |                   | Ruolo | Calciatrice             |
| -- | ----------------- | ----- | ----------------------- |
|    | Italia (bandiera) | C     | Cristina Murelli        |
|    | Italia (bandiera) | P     | Simona Neotti           |
|    | Italia (bandiera) | P     | Raffaella Raffaele      |
|    | Italia (bandiera) | D     | Manuela Scalvini        |
|    | Italia (bandiera) | C     | Simona Sodini           |
|    | Italia (bandiera) | C     | Deborah Solito De Solis |
|    | Italia (bandiera) | A     | Silvia Tagliacarne      |
|    | Italia (bandiera) | C     | Federica Tamagnini      |
|    | Italia (bandiera) | C     | Irene Villa             |
|    | Italia (bandiera) | D     | Paola Zanni             |

## Calciomercato

### Sessione estiva
| Acquisti | Acquisti        | Acquisti      | Acquisti   |
| R.       | Nome            | da            | Modalità   |
| -------- | --------------- | ------------- | ---------- |
| P        | Giorgia Brenzan | Torres Fo.S.  | definitivo |
| D        | Bonny Madsen    | Pisa          | definitivo |
| A        | Simona Sodini   | Attilia Nuoro | definitivo |

| Cessioni | Cessioni | Cessioni | Cessioni |
| R.       | Nome     | a        | Modalità |
| -------- | -------- | -------- | -------- |
|          |          |          |          |